# スターク予想
数論において、スターク予想（英: Stark conjectures）とは、代数体のガロア拡大 K/k に付随するアルティン L 函数のテイラー展開の主要項の係数についての予想である。スターク予想はハロルド・スタークが Stark (1971, 1975, 1976, 1980)で提示し、後日 Tate (1984)が拡張した。スターク予想は、数体のデデキントのゼータ函数のテイラー展開の主要項を表す解析的類数公式を一般化して、体の S 単数（S-units）に関連する単数基準と有理数との積として表すものである。スタークは K/k がアーベル拡大で、L 函数の s = 0 における位数 が 1 の場合について予想を精密化し、スターク単数と呼ばれる S 単数の存在を予想した。 Rubin (1996) と クリスティアン・ディミトルゥ・ポペスクは、この精密化された予想をさらに高次の位数へ拡張した。

## 定式化
スターク予想の最も一般的な形式は、「アルティン L 函数 L(s, χ) の s = 0 でのテイラー展開の先頭係数 CS(χ) は、スターク単数基準 RS(χ, f) の代数的数 AS(χ, f) 倍であり、この代数的数へのガロア群の作用もこういった数字を用いて書き下すことができる」という予想である。体の拡大がアーベル的で、L 函数の s = 0 における位数が 1 のとき、精密化されたスターク予想は、根が基礎体 k のアーベル拡大となる K のクンマー拡大を生成するスターク単数の存在を予想する（K がアーベル拡大でない場合は、クンマー理論で拡大する）。このスターク予想の精密化には、ヒルベルトの第12問題を解くという理論的な意味がある。また、特別な場合にはスターク単数の計算が可能であるため、精密化されたスターク予想の信憑性の評価が可能であるほか、代数体のアーベル拡大を生成する重要な計算機的方法が得られる。実際、代数体のアーベル拡大を計算する標準的なアルゴリズムには、拡大を生成するスターク単数の生成操作を含むものがある（後述）。

### 記号と用語
スターク予想を正確に述べるための記号を準備する。k を（有限次）代数体、K を k の有限次ガロア拡大、G をそのガロア群とする。
S∞
を k の無限素点すべての集合、S を
S∞
を含む素点の集合とする。
複素数体
C
の部分環
A
と
Z
加群
M
に対してテンソル積
A⊗ZM
を
AM
と略記する。

### アルティンL函数の先頭係数CS(χ)
ガロア群
G
の複素数体上の有限次表現を一つ取り、V をその表現空間、χ をその指標とする。（S 部分を除外した）アルティン L 函数を
{\displaystyle L_{S}(s,\chi )=\prod _{{\mathfrak {p}}\notin S}\mathrm {det} \left(1-\mathrm {Frob} _{\mathfrak {p}}N{\mathfrak {p}}^{-s}\mid _{V^{I{\mathfrak {p}}}}\right)^{-1}}
と定義する。ここで、有限素点
𝔭
に対し
I𝔭 ⊂ G
は
𝔭
の惰性群、V I𝔭
はこれによる不変部分空間、Frob𝔭 ∈ G
は
𝔭
のフロベニウス元（の一つ）、N𝔭
は
𝔭
の絶対ノルムである。この函数は有理型に解析接続され、s = 0 で正則になる。
この L 函数の
s = 0
でのテイラー展開の先頭係数を
CS(χ)
と書く。つまり、s = 0 でのこの函数の位数を
rS(χ)
とするとき、s = 0
の近傍で
{\displaystyle L_{S}(s,\chi )=C_{S}(\chi )s^{r_{S}(\chi )}+O(s^{r_{S}(\chi )+1})}
が成り立つような複素数として
CS(χ)
を定義する（O はランダウの記号）。

### スターク単数基準RS(χ,f)
SK
を
K
の素点で下にある素点が
S
に含まれるものすべての集合とする。
U = UK, S
を
K
の
SK
単数群、つまり
K×
の元で
SK
に含まれない
K
のすべての素点での絶対値が1であるもの全体
{\displaystyle U:=U_{K,S}:=\left\{x\in K^{\times }\mid |x|_{w}=1,\forall w\notin S_{K}\right\}}
とする。
Y
を
SK
の元で生成される自由アーベル群、X をその部分群で各
w ∈ SK
に対する係数を合計すると0になるもの全体
{\displaystyle \textstyle {X:=\left\{\sum _{w\in S_{K}}n_{w}\cdot w\in Y\mid \sum _{w\in S_{K}}n_{w}=0\right\}}}
とする。X には自然に G が作用する。
SK 単数群
U
から
RX
への写像
λ
を
{\displaystyle \textstyle {\lambda (u):=\sum _{w\in S_{K}}\log |u|_{w}\otimes w}}
で定義する。この写像を対数的埋め込みという。
単数定理により
idC ⊗ λ : CU → CX
は同型であり、QU
と
QX
は
Q[G]
加群として（非標準的に）同型であることがわかる。このような同型
{\displaystyle f:\mathbb {Q} X\to \mathbb {Q} U}
を一つ取る。V*
を
V
の反傾表現とし、V*
から
CX
への
C[G]
加群としての準同型全体
HomC[G](V*, C[G])
を考える。このベクトル空間の次元は rS(χ) と等しい。
このベクトル空間の自己同型
(λ∘f)V
を
{\displaystyle {\begin{array}{ccc}\mathrm {Hom} _{\mathbb {C} [G]}(V^{*},\mathbb {C} X)&\xrightarrow {(\lambda \circ f)_{V}} &\mathrm {Hom} _{\mathbb {C} [G]}(V^{*},\mathbb {C} X)\\\phi &\longmapsto &\lambda \circ f\circ \phi \end{array}}}
で定義する。この自己同型の行列式
{\displaystyle R_{S}(\chi ,f):=\det(\lambda \circ f)_{V}}
をスターク単数基準（Stark regulator）という。

### スターク予想
スターク予想とは、複素数
AS(χ, f)
を
{\displaystyle A_{S}(\chi ,f):={\frac {R_{S}(\chi ,f)}{c_{S}(\chi )}}}
と定義するとき、AS(χ, f)
は
Q(χ)
に入る代数的数で、任意の
σ ∈ Gal(Q(χ)/Q)
に対して
{\displaystyle A_{S}(\chi ,f)^{\sigma }=A_{S}(\chi ^{\sigma },f)}
が成り立つであろう、という予想である。

## 計算
第一位数がゼロであるという予想は、総実体のヒルベルト類体を計算するために計算機代数システムPARI/GPの最新版で用いられており、ヒルベルトの第12問題の解の一つが得られる。ヒルベルトの第12問題とは、任意の代数体上に虚数乗法によってどのように類体を構成できるか、という問題である。

## 進展
スタークの主予想は、様々な特別な場合について証明されている。その特別な場合とは、L-函数を定義する指標が有理数のみとなる場合である。基礎体が有理数体もしくは虚二次体の場合を除き、アーベル的なスターク予想は証明されてはいない。代数多様体の函数体では多くの進展が見られる。
 Manin (2004)は、スターク予想をアラン・コンヌの非可換幾何へ関連付ける。マーニンの手法はスターク予想を研究する概念的なフレームワークを提供するが、現時点でこの手法が実際にスターク予想の証明を与えるかどうかは不明である。

### 研究書・研究論文
- Burns, David; Sands, Jonathan; Solomon, David, eds. (2004), Stark's conjectures: recent work and new directions, Contemporary Mathematics, 358, Providence, R.I.: American Mathematical Society, ISBN 978-0-8218-3480-0, MR2090725
- Manin, Yuri Ivanovich (2004), “Real multiplication and noncommutative geometry (ein Alterstraum)”, in Piene, Ragni; Laudal, Olav Arnfinn, The legacy of Niels Henrik Abel, Berlin, New York: Springer-Verlag, pp. 685–727, ISBN 978-3-540-43826-7, MR2077591
- Popescu, Cristian D. (1999), “On a refined Stark conjecture for function fields”, Compositio Mathematica 116 (3):  321–367, doi:10.1023/A:1000833610462, ISSN 0010-437X, MR1691163
- Rubin, Karl (1996), “A Stark conjecture over Z for abelian L-functions with multiple zeros”, Université de Grenoble. Annales de l'Institut Fourier 46 (1):  33–62, ISSN 0373-0956, MR1385509

### 原論文
- Stark, Harold M. (1971), “Values of L-functions at s = 1. I. L-functions for quadratic forms.”, Advances in Mathematics 7:  301–343, doi:10.1016/S0001-8708(71)80009-9, ISSN 0001-8708, MR0289429
- Stark, Harold M. (1975), “L-functions at s = 1. II. Artin L-functions with rational characters”, Advances in Mathematics 17 (1):  60–92, doi:10.1016/0001-8708(75)90087-0, ISSN 0001-8708, MR0382194
- Stark, H. M. (1977), “Class fields and modular forms of weight one”, in Serre, Jean-Pierre; Zagier, D. B., Modular Functions of One Variable V: Proceedings International Conference, University of Bonn, Sonderforschungsbereich Theoretische Mathematik, July 1976, Lecture Notes in Math, 601, Berlin, New York: Springer-Verlag, pp. 277–287, doi:10.1007/BFb0063951, ISBN 978-3-540-08348-1, MR0450243
- Stark, Harold M. (1976), “L-functions at s = 1. III. Totally real fields and Hilbert's twelfth problem”, Advances in Mathematics 22 (1):  64–84, doi:10.1016/0001-8708(76)90138-9, ISSN 0001-8708, MR0437501
- Stark, Harold M. (1980), “L-functions at s = 1. IV. First derivatives at s = 0”, Advances in Mathematics 35 (3):  197–235, doi:10.1016/0001-8708(80)90049-3, ISSN 0001-8708, MR563924

### 解説書・解説記事
- Tate, John (1984), Les conjectures de Stark sur les fonctions L d'Artin en s=0, Progress in Mathematics, 47, Boston, MA: Birkhäuser Boston, ISBN 978-0-8176-3188-8, MR782485

- 加塩朋和「Stark-Tateの定式化」『Stark予想』（PDF） 20巻〈整数論サマースクール報告集〉、2013年。 NCID BB13159646。

- Dasgupta, S. (1999年). “Stark’s Conjectures (thesis)”. 2022年11月27日閲覧。

## 関連文献
- 本田平（英語版）「代数体の類数公式について」『数学』第16巻第3号、1965年、129–138頁、doi:10.11429/sugaku1947.16.129。

- 新谷卓郎「代数体の L-函数の特殊値について」『数学』第29巻第3号、1977年、204–216頁、doi:10.11429/sugaku1947.29.204。